# سیارک ۷۱۱۳
سیارک ۷۱۱۳ (به انگلیسی: 7113 Ostapbender، نامگذاری:1986SD2) هفت هزار و صد و سیزدهمین سیارک کشف شده‌است که در ۲۹ سپتامبر ۱۹۸۶ کشف شد.
قدر مطلق سیارک برابر با ۱۱٫۶۰ است.